# Calochortus amabilis
Calochortus amabilis är en liljeväxtart som beskrevs av Carlton Elmer Purdy. Calochortus amabilis ingår i släktet Calochortus och familjen liljeväxter. Inga underarter finns listade.

## Bildgalleri

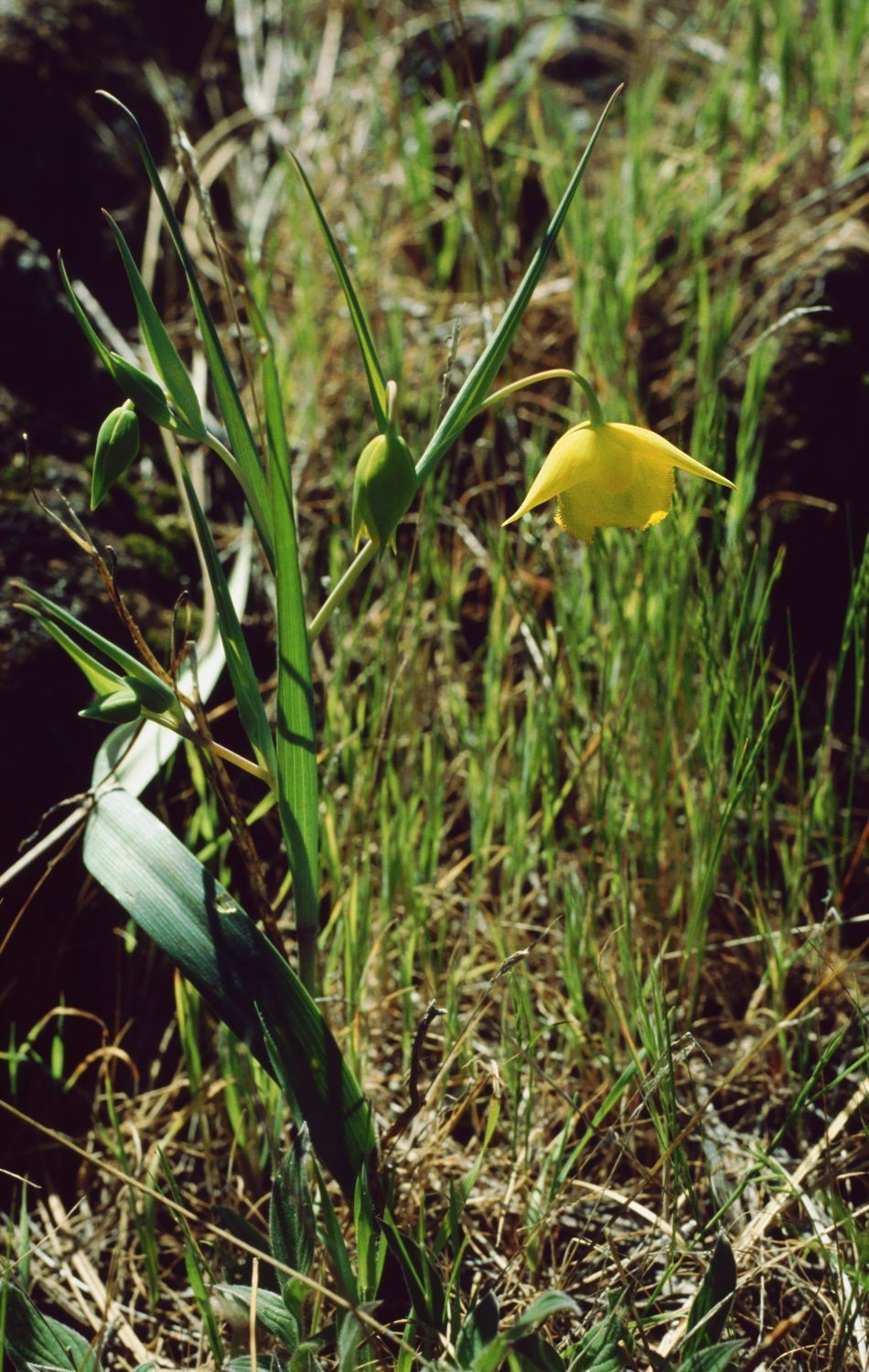
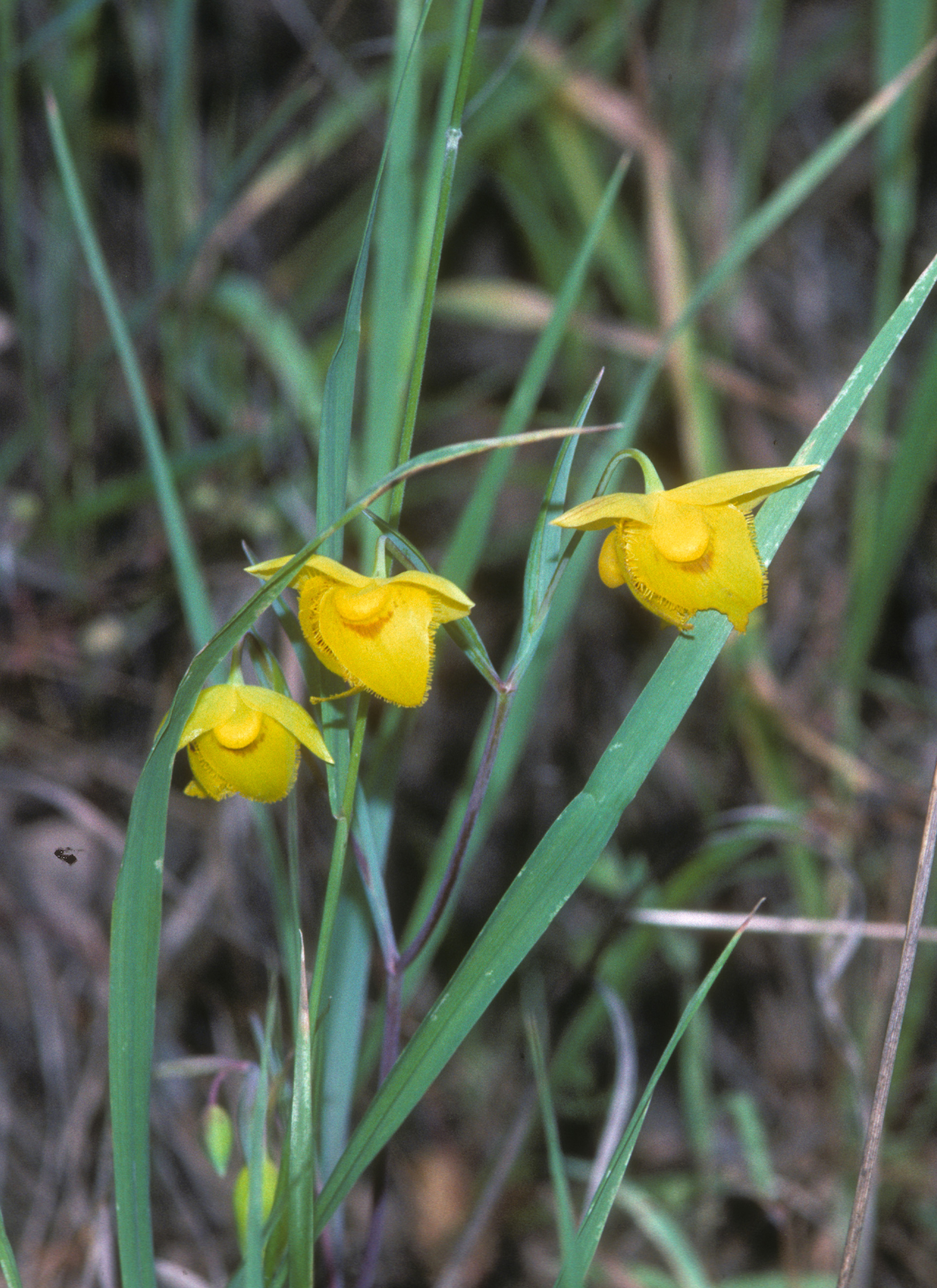
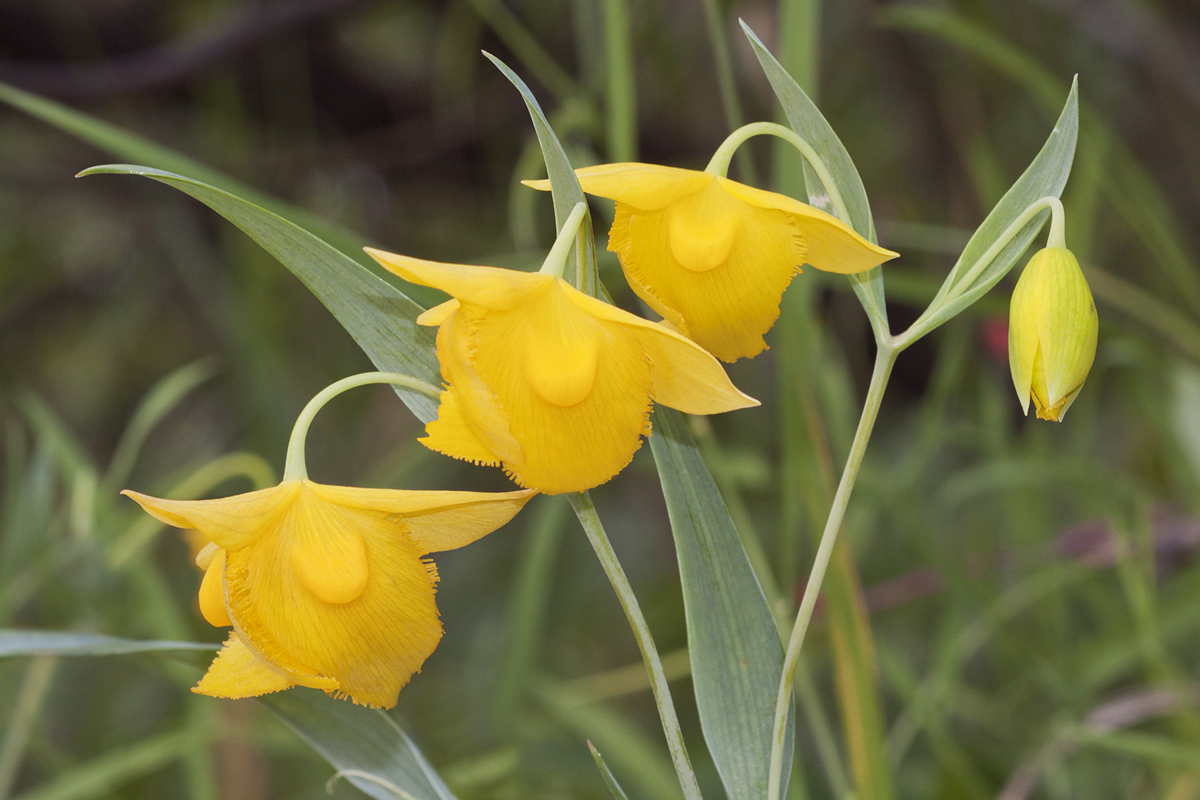
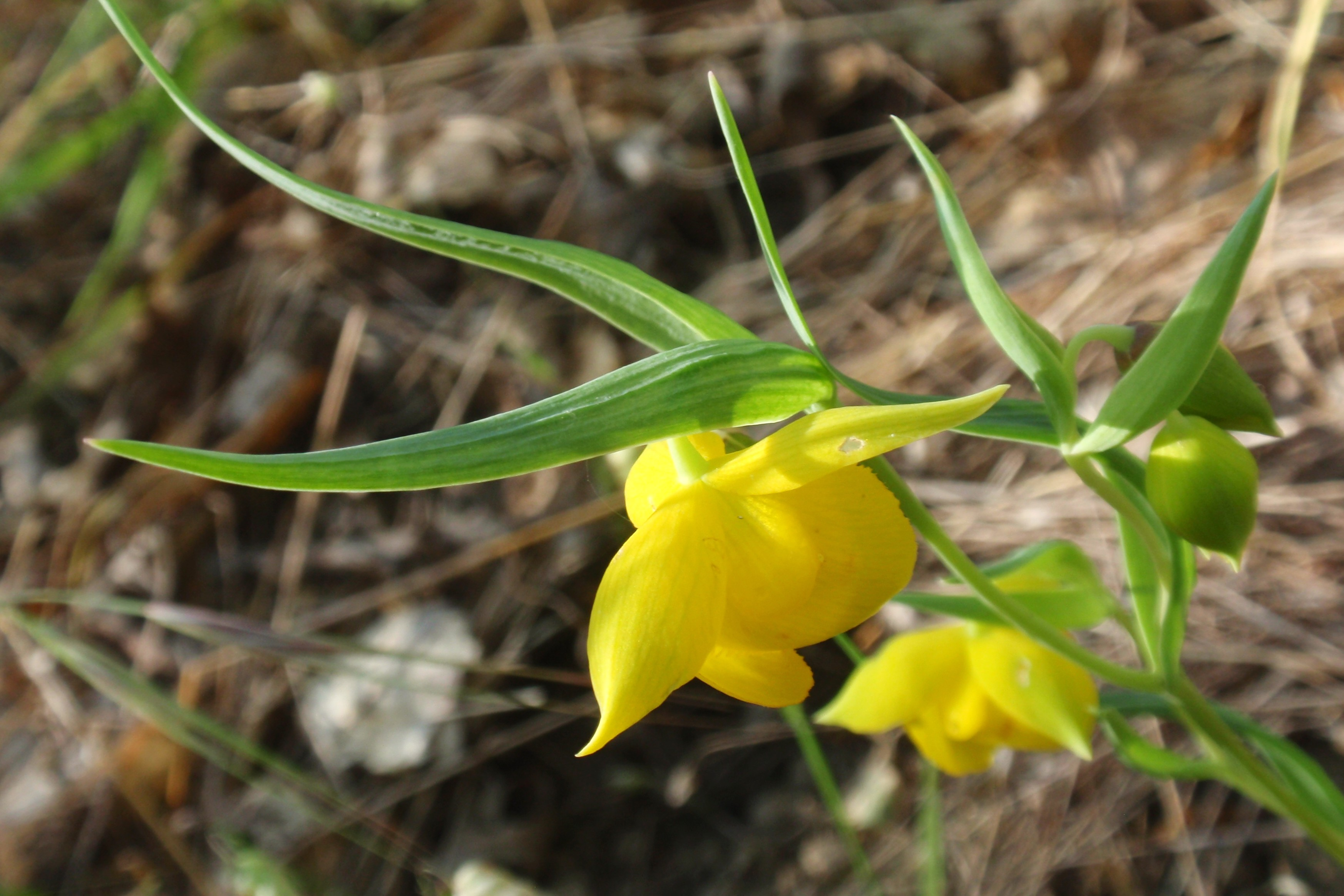
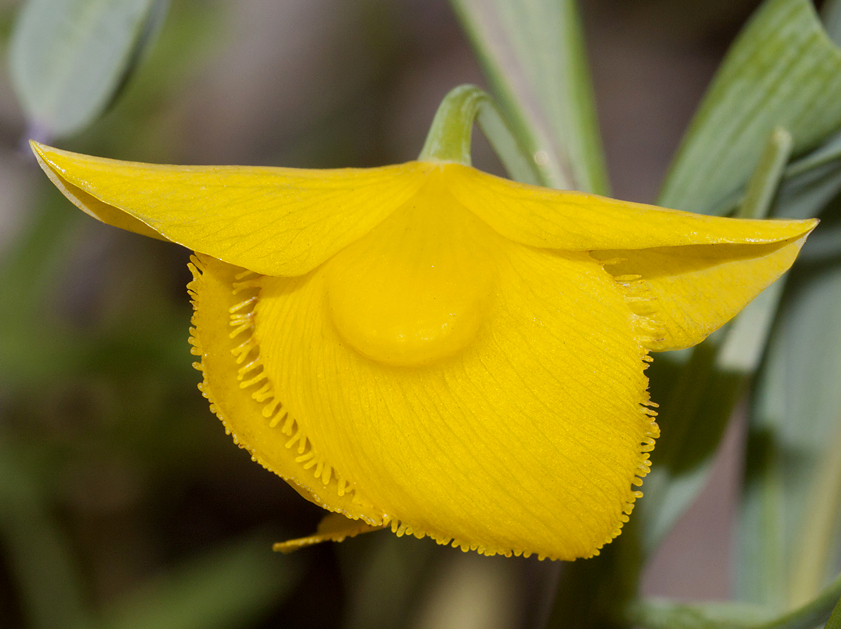